# Samuel von Brukenthal

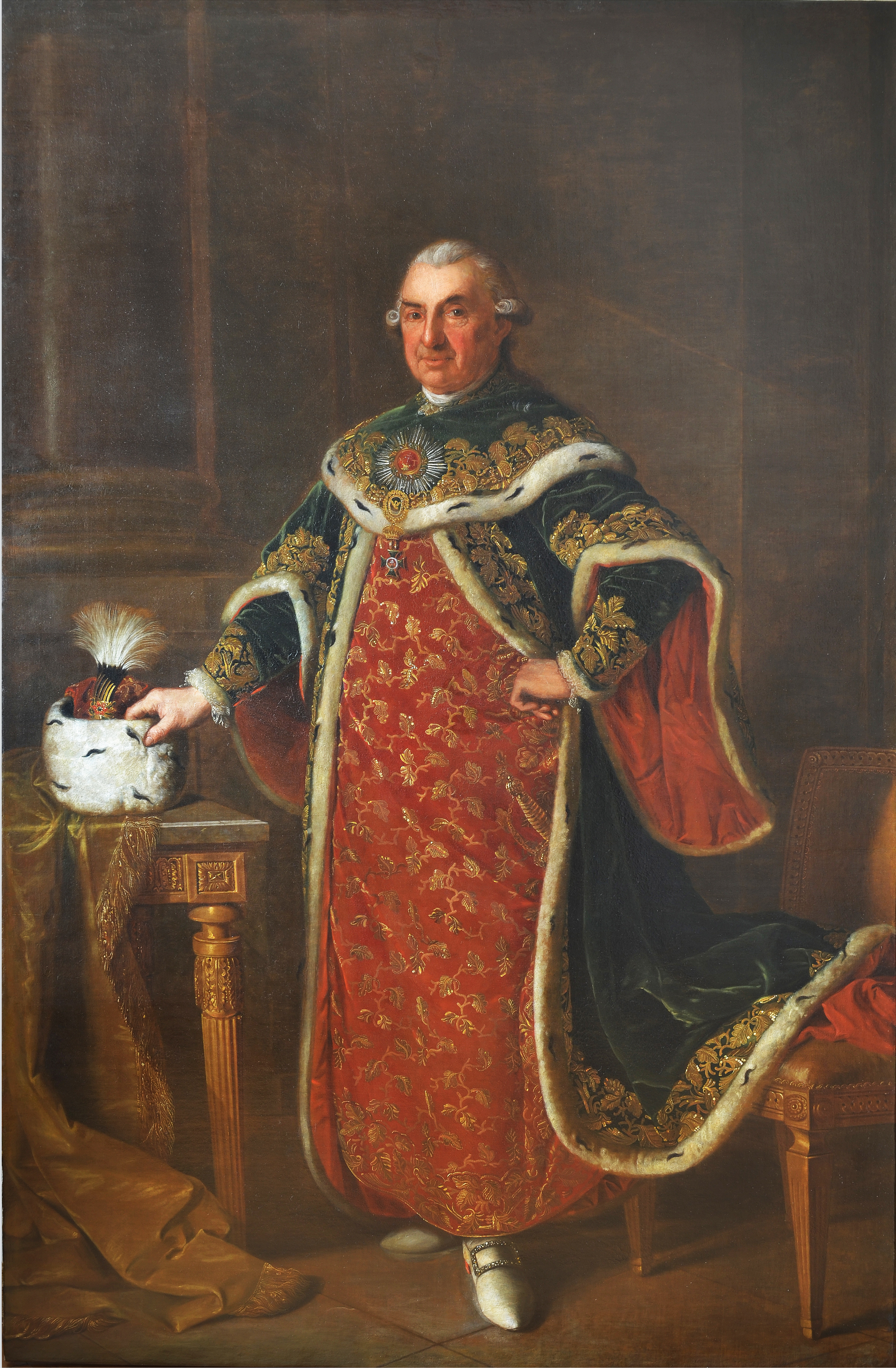
Samuel von Brukenthal

Samuel von Brukenthal (Nocrich, 26 de julho de 1721 — Sibiu, 9 de abril de 1803) foi governador do Grão-principado da Transilvânia entre  1777 e 1787, barão do Sacro Império Romano-Germânico e conselheiro pessoal da imperatriz Maria Teresa.
Sua residência, um grande palácio localizado em Sibiu, atualmente abriga o Museu Nacional Brukenthal.